# Trouble the Water
Pour plus de détails, voir Fiche technique et Distribution.
Trouble the Water est un film américain réalisé par Carl Deal et Tia Lessin, sorti en 2008.

## Synopsis
Le documentaire suit un couple ayant survécu à l'ouragan Katrina.

## Fiche technique
- Titre : Trouble the Water
- Réalisation : Carl Deal et Tia Lessin
- Musique : Neil Davidge et Robert Del Naja
- Photographie : PJ Raval et Kimberly Rivers Roberts
- Montage : Woody Richman
- Production : Carl Deal et Tia Lessin
- Société de production : Elsewhere Films
- Société de distribution : Zeitgeist Films (États-Unis)
- Pays :  États-Unis
- Genre : Documentaire
- Durée : 90 minutes
- Dates de sortie : 
  -  États-Unis : 22 août 2008

## Distinctions
Le film a reçu le Grand prix du jury du Festival de Sundance dans la catégorie Documentaire américain en 2008 et a été nommé à l'Oscar du meilleur film documentaire en 2009.